# 越南民國

越南光復會繪製的越南民國國旗

越南民國是越南光復會主張建立的國家。受辛亥革命鼓舞，1912年3月越南獨立運動家潘佩珠在中國廣州成立越南光復會，希望推翻法國殖民政府，在越南成立民主共和制的「越南民國」。
宗旨口號：「驅逐法賊、恢復越南，成立越南民國」（Defeat the French invaders, restore Vietnam, establish the Republic of Vietnam），借鑒中國三民主義與民主共和制度，首次在越南主張建立民主共和國的政治制度。翌年潘佩珠在廣州成立越南光復會於1925年5月解散，部分殘存者另組越南復國同盟會（後來為越南國民黨前身）。